# Dryops sulcipennis
Dryops sulcipennis é uma espécie de insetos coleópteros polífagos pertencente à família Dryopidae.
A autoridade científica da espécie é Costa, tendo sido descrita no ano de 1883.
Trata-se de uma espécie presente no território português.